# Список лидеров кинопроката США 2022 года
Список лидеров кинопроката США 2022 года содержит аннотированное перечисление фильмов, которые занимали первое место в США по итогам сборов каждой из недель 2022 года.

## Список
Указаны сборы в кинопрокате за одну текущую неделю.
| #  | Дата             | Фильм                                     | Сборы        | Примечания |
| -- | ---------------- | ----------------------------------------- | ------------ | --- |
| 1  | 9 января 2022    | Человек-паук: Нет пути домой              | $32 617 921  | «Человек-паук: Нет пути домой» стал первым фильмом после «Шан-Чи и легенды десяти колец», который лидировал по кассовым сборам четыре уик-энда подряд. В эти же выходные «Зверопой 2» стал первым анимационным фильмом после локдауна, связанного с COVID-19 в Северной Америке, который перешагнул рубеж в 100 миллионов долларов в домашнем прокате.                                                                    |
| 2  | 16 января 2022   | Крик                                      | $30 018 805  | |
| 3  | 23 января 2022   | Человек-паук: Нет пути домой              | $14 005 614  | «Человек-паук: Нет пути домой» вернул себе первое место в шестой уик-энд после выпуска, что сделало его первым фильмом после «Стражей Галактики», который возглавил бокс-офис в шестой уик-энд. Он также стал первым фильмом со времён «Семейки Крудс 2: Новоселье», который лидировал по кассовым сборам в течение пяти выходных, а также пяти непоследовательных выходных.                                              |
| 4  | 30 января 2022   | Человек-паук: Нет пути домой              | $11 003 528  | «Человек-паук: Нет пути домой» стал первым фильмом после «Джуманджи: Зов джунглей», который возглавил бокс-офис в седьмой уик-энд. Он также стал первым фильмом после «Аватара», который лидировал шесть выходных, а также первым фильмом после «Назад в будущее», который возглавлял бокс-офис в течение шести непоследовательных выходных. По итогам уик-энда фильм собрал 1 миллиард долларов в международном прокате. |
| 5  | 6 февраля 2022   | Чудаки навсегда                           | $23 154 388  | |
| 6  | 13 февраля 2022  | Смерть на Ниле                            | $12 891 123  | |
| 7  | 20 февраля 2022  | Анчартед: На картах не значится           | $44 010 155  | |
| 8  | 27 февраля 2022  | Анчартед: На картах не значится           | $23 001 773  | |
| 9  | 6 марта 2022     | Бэтмен                                    | $134 008 624 | |
| 10 | 13 марта 2022    | Бэтмен                                    | $66 511 221  | На третьем месте «BTS Permission to Dance on Stage — Seoul: Live Viewing», заработавшие 6,8 миллиона долларов в первый уик-энд, побив рекорд «Зажги сцену: Кино» (2,4 миллиона долларов) по самой кассовой трансляции события в кино. |
| 11 | 20 марта 2022    | Бэтмен                                    | $36 723 197  | «Бэтмен» стал первым фильмом 2022 года, который лидировал в прокате три уик-энда подряд. |
| 12 | 27 марта 2022    | Затерянный город                          | $30 453 269  | В эти выходные «Человек-паук: Нет пути домой» стал третьим фильмом, собравшим более 800 миллионов долларов в прокате после «Звёздных войн: Пробуждение силы» и «Мстителей: Финал». |
| 13 | 3 апреля 2022    | Морбиус                                   | $39 005 895  | |
| 14 | 10 апреля 2022   | Соник 2 в кино                            | $72 105 176  | «Соник 2 в кино» побил рекорд «Соника в кино» (58 миллионов долларов) за самый кассовый дебютный уик-энд у адаптации видеоигры. |
| 15 | 17 апреля 2022   | Фантастические твари: Тайны Дамблдора     | $42 151 256  | |
| 16 | 24 апреля 2022   | Плохие парни                              | $23 950 245  | По итогам недели «Соник 2 в кино» (149,5 миллиона долларов) обогнал «Соника в кино» (148,9 миллиона долларов) и стал самой кассовой адаптацией видеоигры за всё время в домашнем прокате. |
| 17 | 1 мая 2022       | Плохие парни                              | $16 237 070  | |
| 18 | 8 мая 2022       | Доктор Стрэндж: В мультивселенной безумия | $187 420 998 | У «Доктора Стрэнджа: В мультивселенной безумия» был самый кассовый дебютный уик-энд в 2022 году. |
| 19 | 15 мая 2022      | Доктор Стрэндж: В мультивселенной безумия | $61 755 804  | |
| 20 | 22 мая 2022      | Доктор Стрэндж: В мультивселенной безумия | $32 304 560  | |
| 21 | 29 мая 2022      | Топ Ган: Мэверик                          | $126 707 459 | «Топ Ган: Мэверик» побил рекорд фильма «Пираты Карибского моря: На краю света» (114,7 миллиона долларов) по самому кассовому дебюту на выходных в День поминовения. |
| 22 | 5 июня 2022      | Топ Ган: Мэверик                          | $90 037 011  | Падение «Топ Ган: Мэверик» на −28,9 % побило рекорд «Шрека 2» (-33,2 %) по наименьшему падению во второй уик-энд у фильма, дебютировавшего с более чем 100 миллионами долларов в первый уик-энд. |
| 23 | 12 июня 2022     | Мир юрского периода: Господство           | $145 075 625 | |
| 24 | 19 июня 2022     | Мир юрского периода: Господство           | $59 150 175  | |
| 25 | 26 июня 2022     | Элвис                                     | $31 211 579  | По первоначальным оценкам, «Топ Ган: Мэверик» опередил «Элвиса». |
| 26 | 3 июля 2022      | Миньоны: Грювитация                       | $107 010 140 | «Миньоны: Грювитация» побили рекорд «Трансформеров 3: Тёмная сторона Луны» (97,9 миллиона долларов) по самому кассовому дебютному уик-энду, связанному с Четвёртым июля. Они также стали первым анимационным фильмом, собравшим 100 миллионов долларов в период пандемии COVID-19. |
| 27 | 10 июля 2022     | Тор: Любовь и гром                        | $144 165 107 | «Миньоны: Грювитация» и «Тор: Любовь и гром» стали первыми двумя фильмами, собравшими более 100 миллионов долларов за два уик-энда подряд после «Суперсемейки 2» и «Мира юрского периода 2» в 2018 году. |
| 28 | 17 июля 2022     | Тор: Любовь и гром                        | $46 632 172  | |
| 29 | 24 июля 2022     | Нет                                       | $44 366 910  | У «Нет» был самый кассовый уик-энд для оригинального фильма со времён предыдущего фильма режиссера Джордана Пила «Мы» в 2019 году. |
| 30 | 31 июля 2022     | DC Лига Суперпитомцы                      | $23 003 441  | |
| 31 | 7 августа 2022   | Быстрее пули                              | $30 030 156  | |
| 32 | 14 августа 2022  | Быстрее пули                              | $13 405 022  | |
| 33 | 21 августа 2022  | Драконий жемчуг: Супер — Супергерой       | $21 124 049  | «Драконий жемчуг: Супер — Супергерой» стал первым японским анимационным фильмом после «Истребитель демонов: Поезд «Бесконечный», который занял первое место в прокате. |
| 34 | 28 августа 2022  | Приглашение                               | $6 805 468   | |
| 35 | 4 сентября 2022  | Топ Ган: Мэверик                          | $6 014 128   | «Топ Ган: Мэверик» вернул себе первое место на пятнадцатой неделе проката, что сделало его первым фильмом после «Титаника», который возглавил бокс-офис за пятнадцатый уик-энд. По первоначальным оценкам, «Человек-паук: Нет пути домой» (версия «The More Fun Stuff») опередила «Топ Ган: Мэверик». |
| 36 | 11 сентября 2022 | Варвар                                    | $10 543 948  | |
| 37 | 18 сентября 2022 | Королева-воин                             | $19 051 442  | |
| 38 | 25 сентября 2022 | Не беспокойся, дорогая                    | $19 353 213  | |
| 39 | 2 октября 2022   | Улыбка                                    | $22 609 925  | |
| 40 | 9 октября 2022   | Улыбка                                    | $18 461 772  | Падение «Улыбки» на 18,3 % стало лучшим непраздничным показателем в эпоху пандемии COVID-19. |
| 41 | 16 октября 2022  | Хэллоуин заканчивается                    | $40 050 355  | Одновременно выпущен на Peacock. |
| 42 | 23 октября 2022  | Чёрный Адам                               | $67 004 323  | |
| 43 | 30 октября 2022  | Чёрный Адам                               | $27 472 140  | |
| 44 | 6 ноября 2022    | Чёрный Адам                               | $18 271 625  | |
| 45 | 13 ноября 2022   | Чёрная пантера: Ваканда навеки            | $181 339 761 | «Чёрная пантера: Ваканда навеки» побила рекорд «Голодных игр: И вспыхнет пламя» (158 миллионов долларов) по самому кассовому дебютному уик-энду в ноябре. |
| 46 | 20 ноября 2022   | Чёрная пантера: Ваканда навеки            | $66 482 266  | Заняв третье место, «Избранный. Сезон 3, эпизоды 1 и 2» с 8,7 миллиона долларов в первый уик-энд побил рекорд «BTS Permission to Dance on Stage — Seoul: Live Views» (6,8 миллиона долларов) по самому кассовому уик-энду для событийного кинофильма. |
| 47 | 27 ноября 2022   | Чёрная пантера: Ваканда навеки            | $45 583 904  | «Чёрный Адам» и «Чёрная пантера: Ваканда навеки» стали первыми двумя фильмами, которые лидировали по кассовым сборам как минимум три уик-энда подряд после «Звёздных войн: Последние джедаи» и «Джуманджи: Зов джунглей». |
| 48 | 4 декабря 2022   | Чёрная пантера: Ваканда навеки            | $17 540 051  | «Чёрная пантера: Ваканда навеки» стала первым фильмом после «Человека-паука: Нет пути домой», который лидировал в прокате четыре уик-энда подряд. |
| 49 | 11 декабря 2022  | Чёрная пантера: Ваканда навеки            | $11 234 702  | «Чёрная пантера: Ваканда навеки» стала первым фильмом после «Человека-паука: Нет пути домой», который лидировал по кассовым сборам в течение пяти выходных, а также первым фильмом после «Довода», который лидировал по кассовым сборам в течение пяти выходных подряд. |
| 50 | 18 декабря 2022  | Аватар: Путь воды                         | $134 100 226 | |
| 51 | 25 декабря 2022  | Аватар: Путь воды                         | $63 338 220  | |
| 52 | 1 января 2023    | Аватар: Путь воды                         | $67 409 155  | «Чёрный Адам», «Чёрная пантера: Ваканда навеки» и «Аватар: Путь воды» стали первыми тремя фильмами после «Тайны Коко», «Звёздных войн: Последние джедаи» и «Джуманджи: Зов джунглей», которые лидировали по кассовым сборам как минимум три уик-энда подряд. |

## Самые кассовые фильмы
Ниже представлен список десяти фильмов, собравших наибольшую кассу в США и Канаде за 2022 год.
| Место | Название                                  | Дистрибьютор        | Сборы, $    |
| ----- | ----------------------------------------- | ------------------- | ----------- |
| 1     | Топ Ган: Мэверик                          | Paramount           | 718 732 821 |
| 2     | Аватар: Путь воды                         | Disney/20th Century | 684 075 767 |
| 3     | Чёрная пантера: Ваканда навеки            | Disney              | 453 829 060 |
| 4     | Доктор Стрэндж: В мультивселенной безумия | Disney              | 411 331 607 |
| 5     | Мир юрского периода: Господство           | Universal           | 376 851 080 |
| 6     | Миньоны: Грювитация                       | Universal           | 369 695 210 |
| 7     | Бэтмен                                    | Warner Bros.        | 369 345 583 |
| 8     | Тор: Любовь и гром                        | Disney              | 343 256 830 |
| 9     | Соник 2 в кино                            | Paramount           | 190 872 904 |
| 10    | Кот в сапогах 2: Последнее желание        | Universal           | 185 535 345 |